# 1249
سنة 1249 كانت سنة بسيطة تبدأ يوم الجمعة (الرابط يظهر نموذج التقويم الكامل للسنة) من التقويم اليولياني.

## أحداث
- حصار دمياط في الفترة ما بين 5 يونيو و6 يونيو.
- خسارة مسلمي الأندلس لمدينة أليكانتي على يد ألفونسو العاشر من قشتالة.
- لويس التاسع يحتل مدينة دمياط في أول مواجهة عسكرية له في الحملة الصليبية السابعة.

## مواليد
- ابن دانيال.
- جون من باليول.

## وفيات
- الصالح أيوب حاكم مصر الأيوبي.
- أبو زكرياء الأول.
- ألكسندر الثاني من اسكتلندا.
- ابن الحاجب.
- المنصور عمر مؤسس الدولة الرسولية في اليمن